# Liste der Biografien/Martin, D
Liste der Biografien |
Portal Biografien |
D Personensuche
# |
A |
B |
C |
D |
E |
F |
G |
H |
I |
J |
K |
L |
M |
N |
O |
P |
Q |
R |
S |
T |
U |
V |
W |
X |
Y |
Z |
?
 
Ma |
Mb |
Mc |
Md |
Me |
Mf |
Mg |
Mh |
Mi |
Mj |
Mk |
Ml |
Mm |
Mn |
Mo |
Mp |
Mq |
Mr |
Ms |
Mt |
Mu |
Mv |
Mw |
Mx |
My |
Mz
 
Maa |
Mab |
Mac |
Mad |
Mae |
Maf |
Mag |
Mah |
Mai |
Maj |
Mak |
Mal |
Mam |
Man |
Mao |
Map |
Maq |
Mar |
Mas |
Mat |
Mau |
Mav |
Maw |
Max |
May |
Maz
 
Mara |
Marb |
Marc |
Mard |
Mare |
Marf |
Marg |
Marh |
Mari |
Marj |
Mark |
Marl |
Marm |
Marn |
Maro |
Marp |
Marq |
Marr |
Mars |
Mart |
Maru |
Marv |
Marw |
Marx |
Mary |
Marz
 
Marta |
Marte |
Marth |
Marti |
Martj |
Martl |
Martm |
Martn |
Marto |
Martr |
Marts |
Martt |
Martu |
Martw |
Marty |
Martz
 
Martia |
Martic |
Martie |
Martig |
Martik |
Martil |
Martim |
Martin |
Martir |
Martis |
Martit |
Martiu |
Martiv
 
Martin, A |
Martin, B |
Martin, C |
Martin, D |
Martin, E |
Martin, F |
Martin, G |
Martin, H |
Martin, I |
Martin, J |
Martin, K |
Martin, L |
Martin, M |
Martin, N |
Martin, O |
Martin, P |
Martin, Q |
Martin, R |
Martin, S |
Martin, T |
Martin, U |
Martin, V |
Martin, W |
Martin, Z |
Martina |
Martinb |
Martinc |
Martind |
Martine |
Marting |
Martinh |
Martini |
Martinj |
Martink |
Martino |
Martinp |
Martins |
Martinu |
Martiny |
Martinz
Die Liste der Biografien führt alle Personen auf, die in der deutschsprachigen Wikipedia einen Artikel haben. Dieses ist eine Teilliste mit 49 Einträgen von Personen, deren Namen mit den Buchstaben „Martin, D“ beginnt.

## Martin, D

### Martin, Da
- Martin, Damian, australischer Maskenbildner, Spezialeffekt- und Make-up-Experte
- Martin, Damian (* 1990), deutscher Eishockeyspieler
- Martin, Damir (* 1988), kroatischer Ruderer
- Martín, Dani (* 1977), spanischer Sänger
- Martin, Daniel († 1831), US-amerikanischer Politiker, Gouverneur von Maryland
- Martín, Daniel (1935–2009), spanischer Schauspieler
- Martin, Daniel (* 1986), irischer RadrennfahrerDaniel Martin (* 1986)

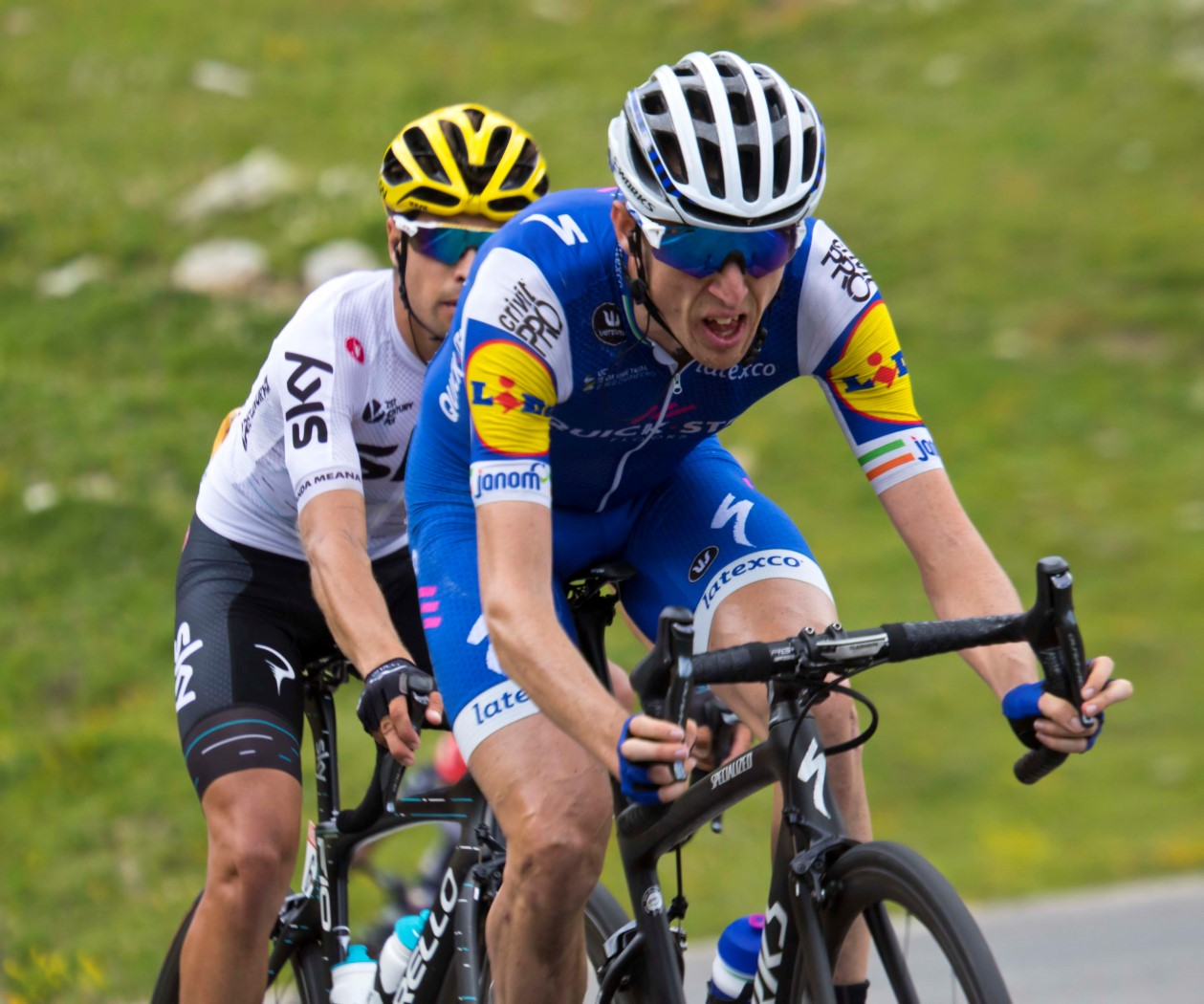
Daniel Martin (* 1986)

- Martin, Darnell (* 1964), US-amerikanische Regisseurin und Drehbuchautorin
- Martin, Dave (* 1948), englischer Snookerspieler
- Martin, Dave (* 1978), simbabwischer Straßenradrennfahrer
- Martin, David († 1328), walisischer Geistlicher, Bischof von St Davids
- Martin, David (1639–1721), französischer protestantischer Theologe
- Martin, David (1907–1975), US-amerikanischer Jazzmusiker
- Martin, David (1929–2019), britischer Soziologe und anglikanischer Priester
- Martin, David (* 1941), britischer Filmeditor
- Martin, David (* 1954), schottischer Politiker (Labour Party), MdEP
- Martin, David (* 1981), US-amerikanischer Tennisspieler
- Martín, David (* 1983), spanischer Straßenradrennfahrer
- Martin, David August (1764–1829), hannoverscher Generalmajor
- Martin, David O’Brien (1944–2012), US-amerikanischer Politiker
- Martin, David Stone (1913–1992), US-amerikanischer Maler und Graphiker
- Martin, David T. (1907–1997), US-amerikanischer Politiker
- Martin, Dawn (* 1976), irische Popsängerin

### Martin, De
- Martin, Dean (1917–1995), US-amerikanischer Sänger, Schauspieler und EntertainerDean Martin (1917–1995)

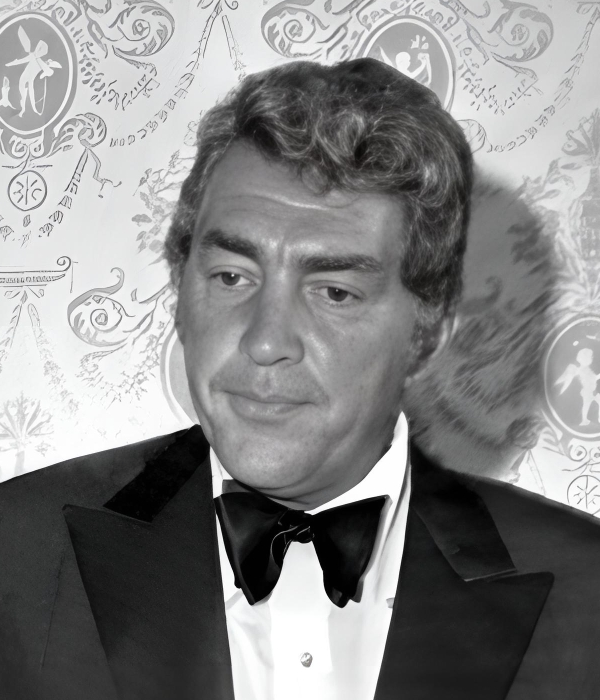
Dean Martin (1917–1995)

- Martin, Dean, US-amerikanischer Politiker
- Martin, Dean Paul (1951–1987), US-amerikanischer Tennisspieler und Schauspieler
- Martin, Del (1921–2008), US-amerikanische Journalistin, Autorin und LGBT-Aktivistin
- Martin, Demetri (* 1973), US-amerikanischer Schauspieler, Komiker und Drehbuchautor
- Martin, Denis (* 1956), Schweizer Koch
- Martin, Dennis (* 1974), deutscher Komponist
- Martin, Derrick (* 1985), US-amerikanischer American-Football-Spieler
- Martin, Dewey (1923–2018), US-amerikanischer Schauspieler

### Martin, Di
- Martín, Diana (* 1981), spanische Hindernis- und Langstreckenläuferin
- Martin, Diarmuid (* 1945), irischer Geistlicher, emeritierter römisch-katholischer Erzbischof von Dublin
- Martin, Dick (1922–2008), US-amerikanischer Komiker, Schauspieler und Regisseur
- Martín, Diego (* 1974), spanischer Schauspieler
- Martín, Diego (* 1976), spanischer Schlagzeuger
- Martin, Dieter (1921–2013), deutscher Flottillenadmiral der Deutschen Marine
- Martin, Dieter (1944–2024), deutscher Jurist
- Martin, Dietrich (1929–2000), deutscher Sportwissenschaftler und Sportfunktionär

### Martin, Do
- Martin, Dominique (* 1961), französischer Politiker
- Martin, Don (1931–2000), US-amerikanischer Cartoonist des MAD-Magazins
- Martin, Donald (1873–1938), schottischer Geistlicher
- Martin, Donald (* 1940), australischer Hockeyspieler
- Martin, Donald A. (* 1940), US-amerikanischer Mathematiker und Philosoph
- Märtin, Doris (* 1957), deutsche Autorin und Sprachwissenschaftlerin
- Martin, Dorothee (* 1978), deutsche Politikerin (SPD), MdHBDorothee Martin (* 1978)

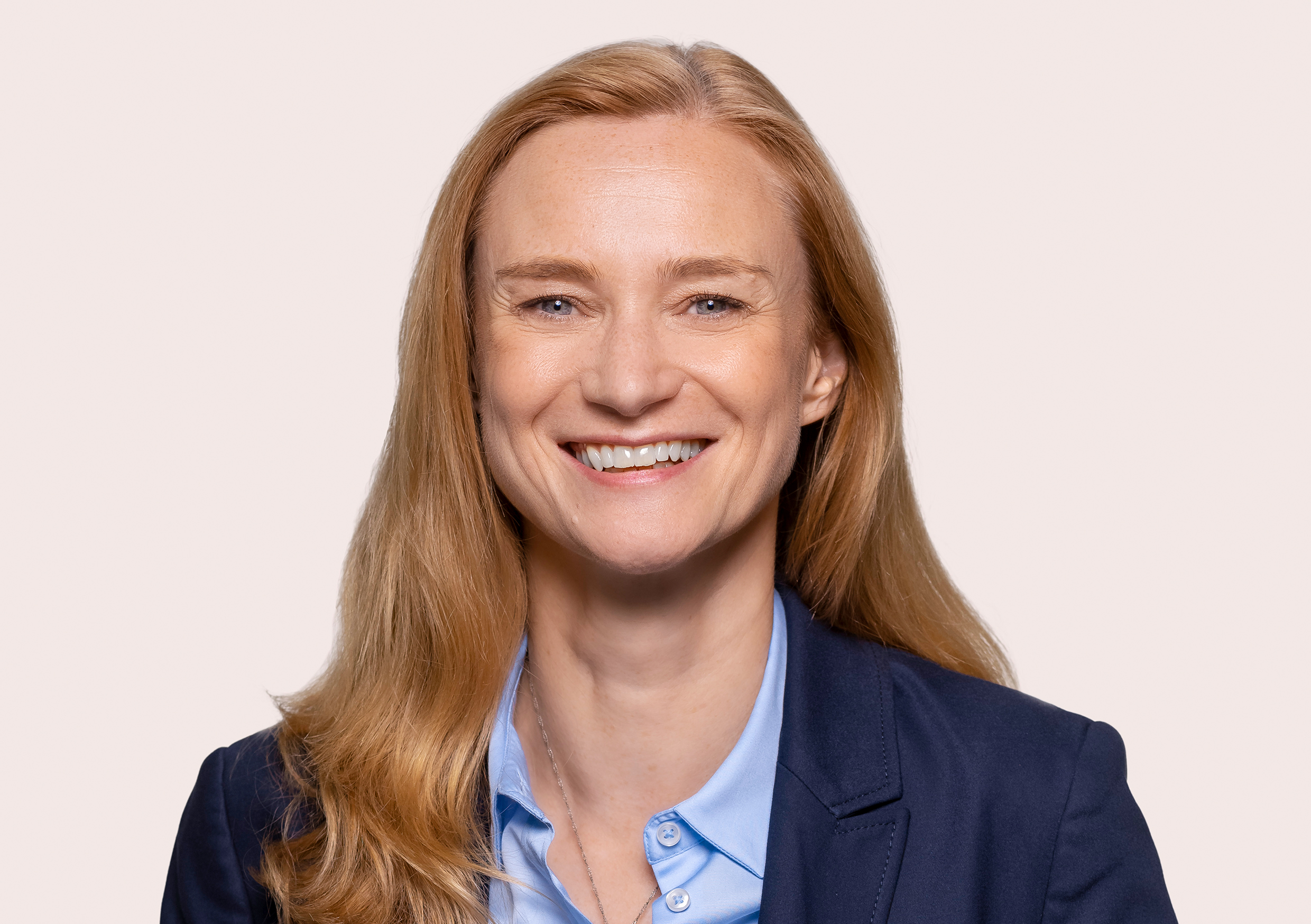
Dorothee Martin (* 1978)

- Martin, Doug (* 1989), US-amerikanischer American-Football-Spieler

### Martin, Du
- Martin, Duane (* 1965), US-amerikanischer Schauspieler